# Indicatifs régionaux 754 et 954

Carte de l'État de la Floride avec les territoires de ses fuseaux horaires et de ses indicatifs régionaux.

Les indicatifs régionaux 754 et 954 sont deux indicatifs téléphoniques régionaux de l'État de la Floride aux États-Unis. Ils couvrent le comté de Broward situé au sud-est de l'État. La carte ci-contre indique le territoire couvert par les indicatifs 754 et 954. Les indicatifs régionaux 754 et 954 font partie du Plan de numérotation nord-américain.

## Historique
L'indicatif régional 954 a été créé le 11 septembre 1995 par détachement de l'indicatif 305 qui couvrait alors la région métropolitaine de Miami-Fort Lauderdale-West Palm Beach. L'indicatif 754 a été mis en service en superposition de l'indicatif 954 le 1er avril 2002.

## Principales villes couvertes
Les principales villes desservies par les indicatifs 754 et 954 comprennent Fort Lauderdale, Wilton Manors, Oakland Park, Sunrise, Hollywood, Weston, Pompano Beach, Coral Springs, Dania, Dania Beach et Pembroke Pines.